# الانتخابات في هايتي
ينص دستور هايتي على انتخاب الرئيس والبرلمان وأعضاء هيئات الحكم المحلية. أُجريت الانتخابات البرلمانية الهايتية في 2015. وأجريت الانتخابات الرئاسية الهايتية في فبراير 2016 بعد إلغاء الانتخابات الرئاسية الهايتية في فبراير 2016.
الرئيس الحالي بالنيابة هو أرييل هنري، والذي خلف الرئيس بالنيابة كلود جوزيف، الذي تولى منصبه بدوره بعد اغتيال جوفينيل مويز في عام 2021.

## تاريخ

### انتخابات 2010-2011
أجريت الانتخابات الرئاسية لعام 2010 في 28 نوفمبر 2010، واُجريت انتخابات الإعادة في 20 مارس 2011.
ولم يحصل أي مرشح على أغلبية الأصوات التي تم الإدلاء بها في الجولة الأولى من الانتخابات. وكان من المقرر إجراء الجولة الثانية في 20 مارس 2011، مع اثنين من الحاصلين على أعلى الأصوات، ميرلاند مانيجات وجود سيليستين. أدت الاحتجاجات التي ادعت وجود تزوير في التصويت إلى قيام اللجنة الانتخابية بإزالة سيليستين من السباق الانتخابي. أدى هذا إلى ترقية ميشال مارتيلي من المركز الثالث الأصلي الذي احتله في الجولة الأولى لمواجهة مانيجات في جولة الإعادة.

### 2010 و 2015
في يناير 2015، بعد رفض البرلمان لسلسلة من اللجان الانتخابية المتنازع عليها وغير الدستورية التي عينها الرئيس مارتيلي، تم إنشاء مجلس انتخابي مؤقت للتخطيط للانتخابات الرئاسية والبرلمانية في وقت لاحق من عام 2015.